# Eukoenenia deceptrix
Eukoenenia deceptrix är en spindeldjursart som beskrevs av Jules Rémy 1960. Eukoenenia deceptrix ingår i släktet Eukoenenia och familjen Eukoeneniidae. Inga underarter finns listade i Catalogue of Life.